# Điểm bất động

Các điểm bất động trên đồ thị hàm số. Các điểm đánh dấu bằng vòng tròn đỏ là điểm cực trị của hàm số, các điểm đánh dấu bằng hình vuông xanh là điểm uốn của hàm số.

Trong toán học, đặc biệt là trong vi tích phân, một điểm bất động (tiếng Anh: stationary point) của một hàm số khả vi là điểm trên đồ thị mà tại đó giá trị của đạo hàm hàm số bằng không. Có thể hiểu nôm na rằng điểm bất động là những điểm mà ở đó hàm số "dừng" việc tăng hoặc giảm.
Với một hàm nhiều biến khả vi, điểm bất động là điểm nằm trên mặt phẳng đồ thị có tất cả các giá trị đạo hàm riêng bằng không (tương đương rằng gradient không có định chuẩn). Một cách tổng quát, các điểm bất động của hàm số nhận giá trị thực được tổng quát hóa bằng các điểm cực trị của hàm số phức.
Các điểm bất động có thể được biểu diễn dễ dàng trên đồ thị hàm số đơn biến, chúng là các điểm trên đồ thị mà tiếp tuyến tại điểm đó song song với trục Ox. Với hàm số hai biến, tương ứng là điểm mà có pháp diện song song với mặt phẳng Oxy.
Sự ra đời của khái niệm "điểm bất động" giúp Toán học có thể bắt tay vào giải thích các hiện tượng trong thiên văn học mà không thể giải thích được trước thời điểm của Copernicus; khi điểm bất động là điểm nằm trên quỹ đạo của hành tinh trong thiên cầu - ở đó dường như hành tinh dừng chuyển động trước khi đổi hướng. Điều này xảy ra bởi hình dạng của hình chiếu quỹ đạo trên hoàng đạo.

## Phân loại

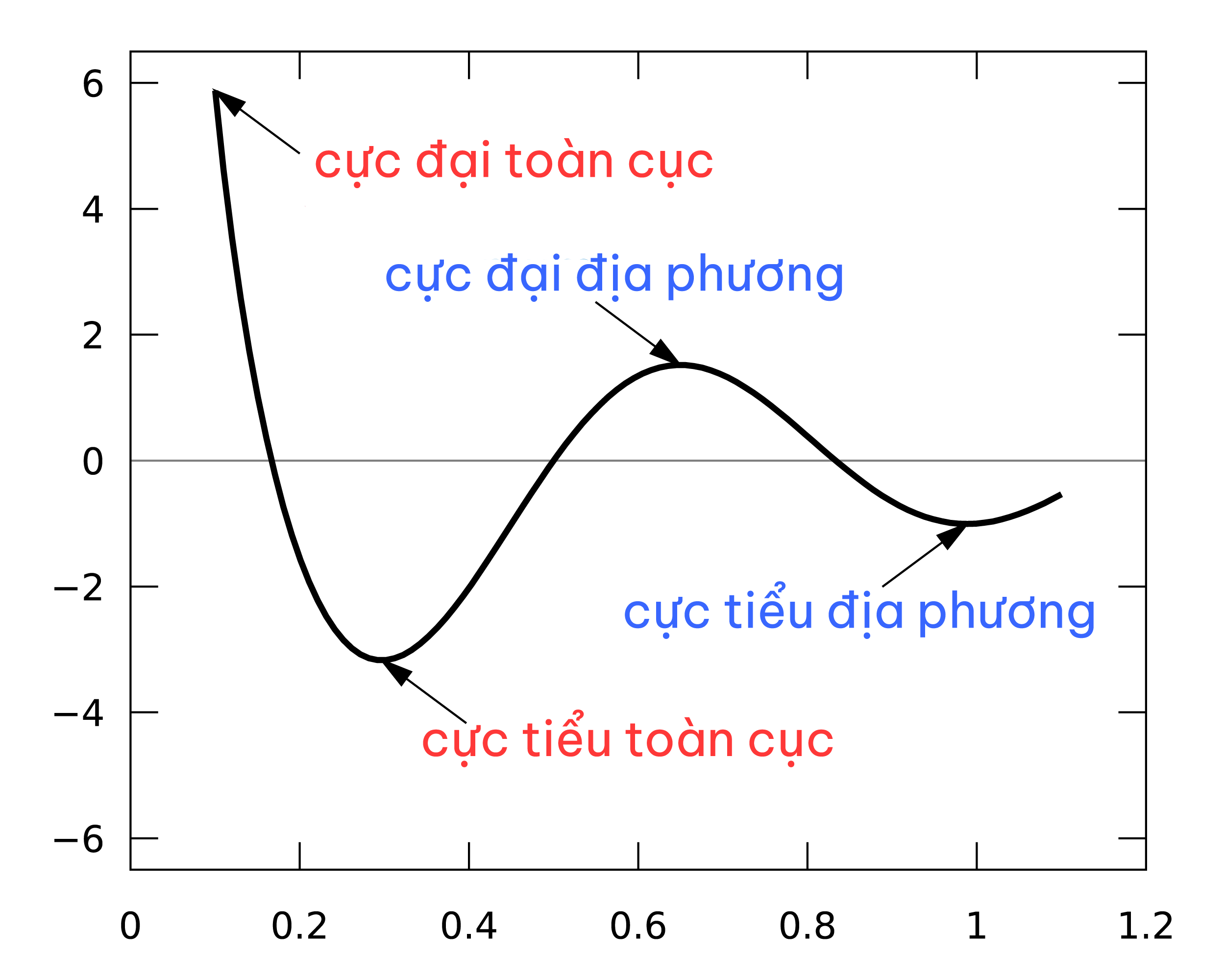
Một ví dụ về các điểm cực tiểu, cực đại địa phương với đồ thị hàm số cos(3πx)/x, 0.1≤x≤1.1. Lưu ý rằng cực đại, cực tiểu địa phương có thể không trùng khớp với các điểm cực đại, cực tiểu toàn cục.

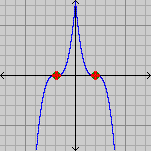
Một ví dụ về các điểm yên ngựa (là điểm bất động nhưng không phải điểm cực trị). Điểm yên ngựa ở bên trái là điểm uốn tăng, ở bên phải là điểm uốn giảm.

Các điểm bất động của hàm số liên tục khả vi (hàm số trong tập {\displaystyle C^{1}}) được chia làm bốn loại nhờ vào phép thử đạo hàm, gồm có: 
- điểm cực tiểu địa phương hay ngắn gọn là cực tiểu (tiếng Anh: local minimum, minima, relative minimum) là điểm mà ở đó, đạo hàm của hàm số đổi dấu từ dương sang âm.
- điểm cực đại địa phương hay ngắn gọn là cực đại (tiếng Anh: local maximum, maxima, relative maximum) ngược lại với cực tiểu địa phương, khi đạo hàm đổi dấu từ âm sang dương.
- điểm uốn (tiếng Anh: inflection point, inflexion) là nghiệm bội chẵn của đạo hàm, mà qua điểm đó đạo hàm không đổi dấu, nhưng lại làm thay đổi tính lồi - lõm của hàm số. Nếu dấu không đổi là dấu dương, điểm đó được gọi là điểm uốn tăng (rising point of inflection) và ngược lại, nếu dấu âm không đổi sẽ là điểm uốn giảm (falling point of inflection)

Hai loại điểm bất động đầu tiên còn được gọi là điểm cực trị của hàm số. Hai loại còn lại, dù là điểm bất động nhưng không phải là điểm cực trị của hàm số, chúng được gọi là điểm yên ngựa của hàm số.
Định lý Fermat về cực trị địa phương phát biểu rằng các hàm số liên tục khả vi luôn tồn tại cực trị toàn cục trên một tập xác định compact: hoặc đạt cực trị tại biên, hoặc tại các điểm cực trị địa phương.